# Diggle
Diggle är en ort i Storbritannien.   Den ligger i i distriktet Oldham i Greater Manchester i riksdelen England, i den centrala delen av landet, 260 km nordväst om huvudstaden London. Diggle ligger 195 meter över havet och antalet invånare är 1 716.
Terrängen runt Diggle är huvudsakligen lite kuperad. Diggle ligger nere i en dal. Runt Diggle är det mycket tätbefolkat, med 1 221 invånare per kvadratkilometer. Närmaste större samhälle är Manchester, 18,5 km sydväst om Diggle. Trakten runt Diggle består i huvudsak av gräsmarker.